# Нова-Сірі
Нова-Сірі (італ. Nova Siri) — муніципалітет в Італії, у регіоні Базиліката, провінція Матера.
Нова-Сірі розташована на відстані близько 400 км на південний схід від Рима, 85 км на південний схід від Потенци, 60 км на південь від Матери.
Населення — 6729 осіб (2014).
Щорічний фестиваль відбувається 19 березня. Покровитель — San Giuseppe.

## Демографія
Населення за роками:

Станом на 1 січня 2023 року в муніципалітеті офіційно проживало 588 іноземців з 41 країни, серед них 86 громадян країн Євросоюзу та 32 громадяни України.

## Сусідні муніципалітети
- Канна
- Нокара
- Рокка-Імперіале
- Ротонделла
- Вальсінні